# Избори за председника Хрватске 2000.
Избори за председника Хрватске 2000. су трећи председнички избори од независности Хрватске. Избори су били организовани у два круга. Први круг је био 24. јануара 2000. из којег су у други круг прошли Стјепан Месић (ХНС) и Дражен Будиша (ХСЛС-СДП), а други 7. фебруара 2000. године. За другог хрватског председника изабран је Стјепан Месић.

## Први круг
У првом кругу гласало је 2.677.561 (62,98%) од укупно 4.251.109 бирача. Неважећих листића било је 13.212 (0,49%).
| Бр. | Кандидат           | Странка                                                         | Гласови   | %     |
| --- | ------------------ | --------------------------------------------------------------- | --------- | ----- |
| 1   | Дражен Будиша      | Хрватска социјално-либерална странка Социјалдемократска партија | 741.837   | 27,71 |
| 2   | Анто Ђапић         | Хрватска странка права                                          | 49.288    | 1,84  |
| 3   | Мате Гранић        | Хрватска демократска заједница                                  | 601.588   | 22,47 |
| 4   | Анте Ледић         | Независни                                                       | 22.875    | 0,85  |
| 5   | Славен Летица      | Независни                                                       | 110.782   | 4,14  |
| 6   | Томислав Мерчеп    | Хрватска пучка странка                                          | 22.672    | 0,85  |
| 7   | Стјепан Месић      | Хрватска народна странка                                        | 1.100.671 | 41,11 |
| 8   | Анте Пркачин       | Нова Хрватска                                                   | 7,401     | 0,28  |
| 9   | Звонимир Шепаровић | Независни                                                       | 7.235     | 0,27  |

## Други круг
У другом кругу гласало је 2.589.120 (60,88%) бирача. Неважећих листића било је 29.779 (1,15%).
| Бр. | Кандидат      | Странка                                                         | Гласови   | %      |
| --- | ------------- | --------------------------------------------------------------- | --------- | ------ |
| 1   | Дражен Будиша | Хрватска социјално-либерална странка Социјалдемократска партија | 1.125.969 | 43,99% |
| 2   | Стјепан Месић | Хрватска народна странка                                        | 1.433.372 | 56,01% |

| Други круг председничких избора‍ | Други круг председничких избора‍ | Други круг председничких избора‍ | Други круг председничких избора‍ | Други круг председничких избора‍ |
| ------------------------------- | ------------------------------- | ------------------------------- | ------------------------------- | ------------------------------- |
|                                 |                                 |                                 |                                 |                                 |
| Стјепан Месић                   | Стјепан Месић                   |                                 | 0                               | 56%                             |
| Дражен Будиша                   | Дражен Будиша                   |                                 | 0                               | 44%                             |